# IJsland
IJsland (IJslands: Ísland) is een eilandstaat ten noordwesten van het Europese vasteland. IJsland wordt omringd door de Atlantische Oceaan in het zuiden, de Straat van Denemarken (tussen IJsland en Groenland) in het westen en de Groenlandzee, een deel van de Noordelijke IJszee, in het noorden. Het noordoosten van het land ligt net binnen de poolcirkel. IJsland had een bevolkingsaantal van 368.792 per 1 januari 2021 en meet een oppervlakte van 103.000 km². Daarmee is IJsland het dunstbevolkte land van Europa.
De hoofdstad Reykjavik ligt aan de zuidwestkust en is de noordelijkst gelegen hoofdstad op aarde. De stad heeft ongeveer 140.000 inwoners (in 2023), met de omliggende gemeenten heeft de hoofdstadregio ongeveer 250.000 inwoners. Ongeveer twee derde van alle IJslanders woont dus hier. IJsland zelf is het westelijkst gelegen land van Europa. Doordat de continentale breuklijn over het eiland loopt, ligt het westen van IJsland op de Noord-Amerikaanse Plaat.
Anders dan vele andere landen, die de staatsvorm in hun officiële landsnaam hebben opgenomen, stelde de regering in 2004 bij monde van de minister-president, dat de term "republiek" (lýðveldi) vóór de naam IJsland (Ísland) beschouwd moet worden als een beschrijving van de regeringsvorm van het land en niet als een deel van de naam van het land.
Het eiland is geologisch zo'n 20 miljoen jaar geleden ontstaan door vulkanische activiteit in de Atlantische Oceaan; het bleef echter lange tijd onbewoond. Volgens de overlevering was de Noor Ingólfur Arnarson, die in 874 arriveerde, de eerste permanente bewoner van IJsland. Nadat het eiland sinds 930 als het IJslands Gemenebest enkele eeuwen onafhankelijk was geweest, viel het in de eeuwen daarna onder bestuur van achtereenvolgens het koninkrijk Noorwegen, de Unie van Kalmar, Denemarken-Noorwegen en Denemarken. In de 19e eeuw groeide het nationaal bewustzijn, maar pas sinds 17 juni 1944 is IJsland geheel onafhankelijk. Het huidige IJsland is een parlementaire republiek naar Scandinavisch model; in 2007 en 2008 leidde het land de index van de menselijke ontwikkeling.
Het merendeel van de IJslanders stamt af van Noorse en Ierse kolonisten en de cultuur van IJsland is sterk beïnvloed door de Noorse cultuur. Het IJslands behoort tot de Scandinavische talen.

## Geschiedenis

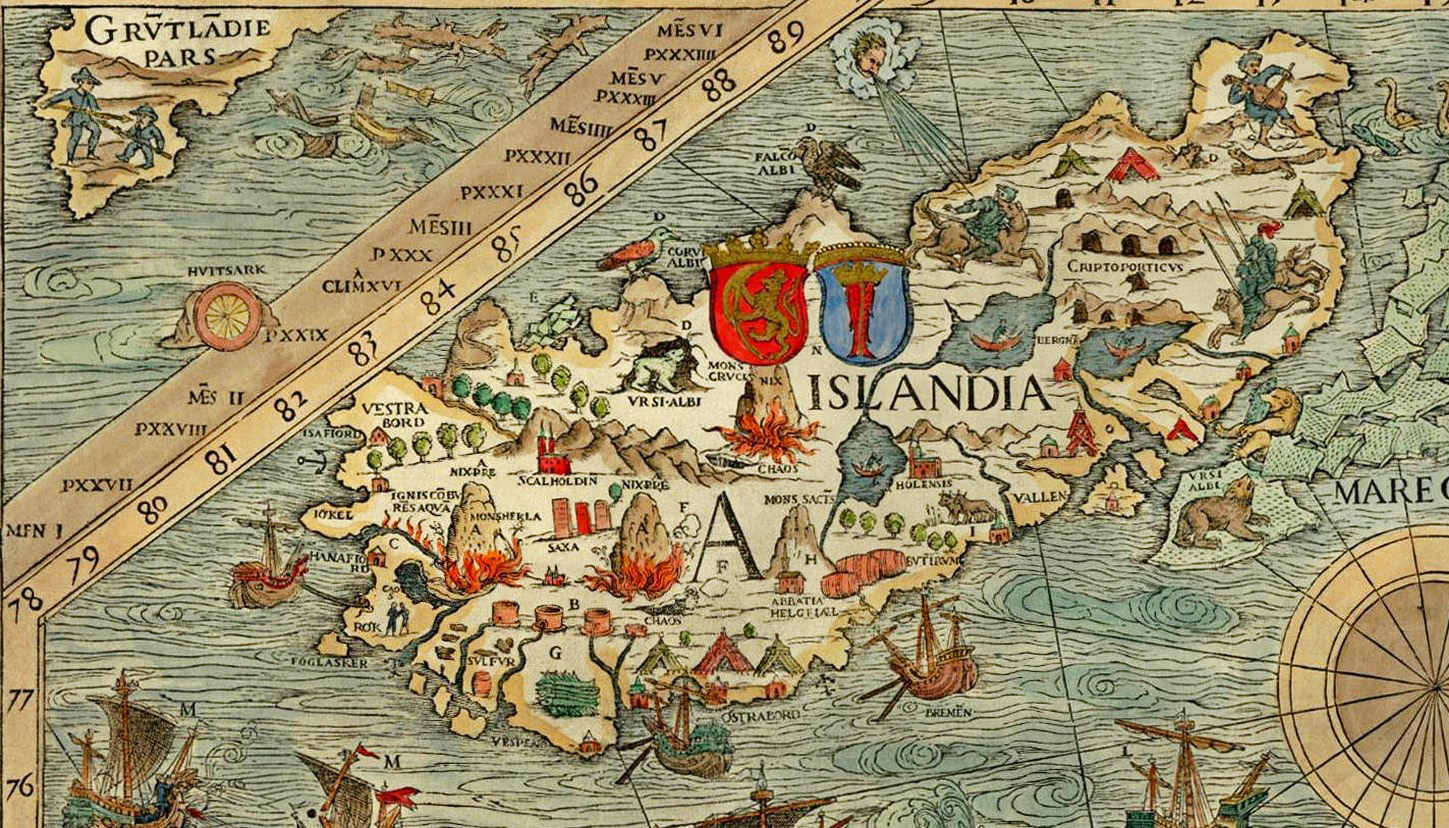
IJsland op de 16e-eeuwse Carta Marina

Het "Ultima Thule", waar de Romeinen in een geschrift over verhalen, gaat misschien over Noorwegen of de eilandengroep Faeröer. De eerste mensen die op IJsland verbleven, waren Ierse monniken. Met de komst van de Vikingen verdwenen ze. Er bestaat geen enkel bewijs dat IJsland reeds ontdekt was tijdens de Oudheid en evenmin zijn er sporen gevonden van eerdere menselijke aanwezigheid.
De meesten van de eerste bewoners waren van Noorse afkomst. Ze verlieten hun thuisland om aan het regime van Harald Schoonhaar (of Fijnhaar) te ontkomen. In die tijd werd er verhaald van een eiland dat nog niet bewoond was, en Flóki Vilgerðarson (ook wel Hrafna Flóki of raven-Flóki genoemd, omdat hij drie raven bij zich had die hem hielpen het onbekende eiland te vinden) besloot zijn geluk in dat nieuwe land te beproeven. Hij vestigde zich aan een grote baai in het westen (bij Flókatóftir aan het huidige Breiðafjörður). Tijdens de eerste strenge winter verhongerde al zijn vee, en berooid vertrok hij weer, maar niet alvorens het land zijn naam gegeven te hebben: IJsland. Later kwamen landgenoten van hem, via omzwervingen langs Ierland, Schotland, de Hebriden en de Faeröer (waar ze ondertussen slaven bemachtigden), op IJsland aan. De eerste Viking die zich permanent op IJsland vestigde was Ingólfur Arnarson. In 874 landde hij aan de zuidkust en omstreeks 877 vestigde hij zich aan een baai in het zuidwesten. Die plaats noemde hij Reykjavík (zie aldaar). De volgende 60 jaar werd het land volledig gekoloniseerd.

## Geologie

Midden-Atlantische Rug. Vulkanen zijn aangeduid in het rood

De oudste delen van het eiland zijn 17 tot 20 miljoen jaar oud. Dit gebied ligt in het noordwesten en wordt in het IJslands de Vestfirðir (Westfjorden) genoemd. Het eiland groeit als gevolg van vulkanisme nog steeds aan. Het jongste deel is het eilandje Surtsey dat bij de Vestmannaeyjar ontstond tijdens een vulkaanuitbarsting die in 1963 begon (en pas 3,5 jaar later eindigde).
Het eiland is hoofdzakelijk opgebouwd uit vulkanisch materiaal en gesteente, omdat het op de Mid-Atlantische Rug ligt, het scheidingsgebied van een aantal tektoniekplaten die langzaam uit elkaar drijven, waardoor het onderliggende magma de kans krijgt naar de oppervlakte te komen en daar de ontstane scheuren op te vullen. Een deel van die Mid-Atlantische rug loopt van noord naar zuidwest door het midden van het land en verheft zich daarbij zo ver, dat het als het ware heel IJsland boven het zeeoppervlak uit tilt. Als gevolg van de platentektoniek drijven de delen van IJsland daarbij met een gemiddelde snelheid van zo'n 1 à 2 cm per jaar gestaag uiteen. Op meerdere plaatsen van IJsland, waaronder in Þingvellir, zijn de hierdoor ontstane scheuren in het landschap daadwerkelijk zichtbaar. Een toevallige bijkomstigheid is dat IJsland ook op een hotspot ligt. Dat zijn plaatsen in de aardkorst waar het onderliggende magma tot zeer dicht onder het aardoppervlak kan komen. Beide fenomenen zorgen voor de relatief hoge vulkanische activiteit op IJsland.
Het land kent een aantal actieve vulkanen, waaronder de Katla onder de Mýrdalsjökull, het Laki-gebied, de Hekla, en het nieuwe eiland Surtsey. In april 2010 zorgde een krachtige uitbarsting van de vulkaan onder de Eyjafjallajökull voor problemen, met name voor het vliegverkeer. Andere slapende vulkanen zijn de schildvulkaan Skjaldbreiður, de twee Snæfell-vulkanen, Kerið, Eldborg, Hverfjall, Krafla en Askja. De dode vulkaan Þrihnukagigur is bekend omdat de magmakamer ervan toegankelijk is voor bezoek. Daarnaast komen er pseudokraters voor, met name bij Mývatn, Kirkjubæjarklaustur en in de buurt van Rauðavatn bij Reykjavík.

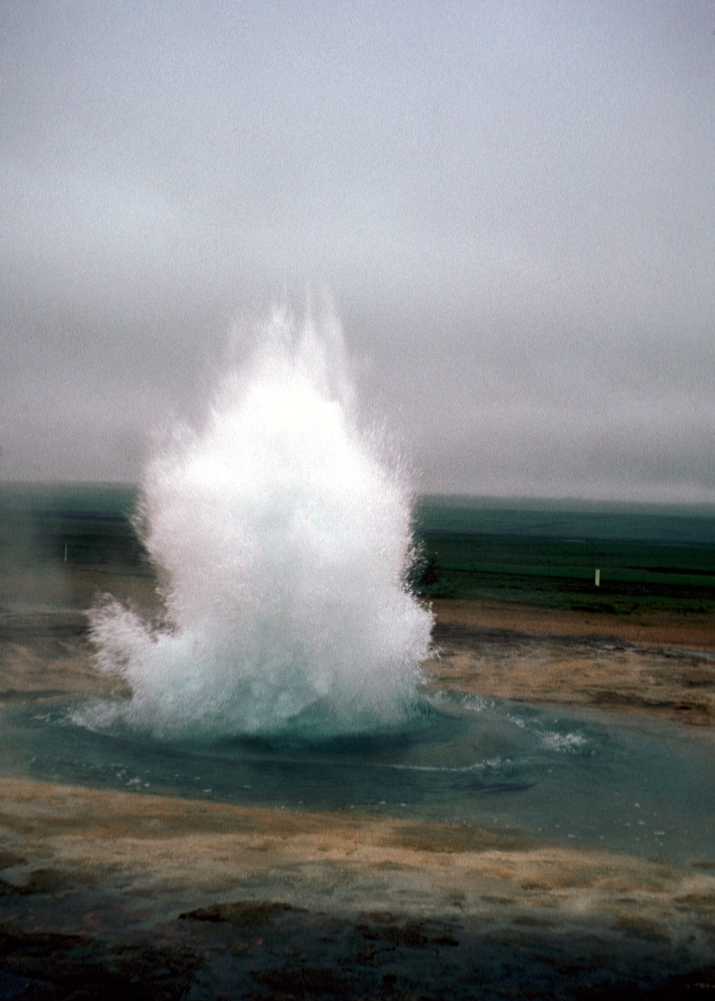
De Strokkur-geiser in de Haukadalur-vallei barst eens in de paar minuten uit.

Een natuurlijk fenomeen waar IJsland om bekendstaat, zijn geisers. Tot circa 1950 kwamen verspreid over heel IJsland zo'n 30 geisers voor. Bij Hveragerði en omgeving, in het Haukadalur (waar de Geysir ligt), bij Flúðir, en bij Hveravellir in het noorden van IJsland lagen de meesten. Het hete water dat ze omhoog spoten was zoet, maar er zijn minstens vier geisers geweest waar dit zeewater was. Eén lag in het zuidwestelijke puntje van het schiereiland Reykjanes vlak bij Gunnuhver, twee andere aan de Ísafjörður in de Westfjorden en de vierde niet ver van Drangsnes.
Op IJsland zijn altijd tientallen geisers actief geweest; het aantal varieerde als gevolg van (kleine) aardverschuivingen van tijd tot tijd. Nieuwe geisers ontstonden, kokende waterbronnen kregen geiseractiviteit, de activiteit van andere geisers daalde (het bekendste voorbeeld hiervan is de Geysir) of stopte zelfs. Doordat men in de buurt van de geisers actief naar warmwaterbronnen is gaan boren, is het aantal geisers afgenomen.
Op dit moment is de Strokkur, die zijn waterfontein om de 5-8 minuten omhoog spuit, de enige bron op IJsland die aan de beschrijving van een geiser voldoet. De andere geisers zijn nauwelijks actief of zijn door betonnen bakken afgedekt; het water ervan wordt opgevangen en voor verwarmingsdoeleinden of voor de warmwatervoorziening gebruikt.
Andere fenomenen van vulkanisme op IJsland zijn subglaciale meren (bijvoorbeeld Grímsvötn), solfataren en fumarolen, minerale bronnen en hete bronnen. De bron bij Deildartunguhver levert 180 liter kokend water per seconde en is daarmee de grootste heetwaterbron van Europa. Vrijwel alle gesteenten op IJsland zijn van vulkanische oorsprong. Voorbeelden zijn basalt en basaltlava, tefra en tufsteen, vulkanisch glas, palagoniet en ryoliet. Een zeldzamer fenomeen zijn hornito's. Een voorbeeld hiervan is Tintron.
Omdat aardwarmte op IJsland in ruime mate voorhanden is, zijn er voor de opwekking van stroom meerdere geothermische energiecentrales, zoals Nesjavellir, gebouwd.

### Landschapskenmerken

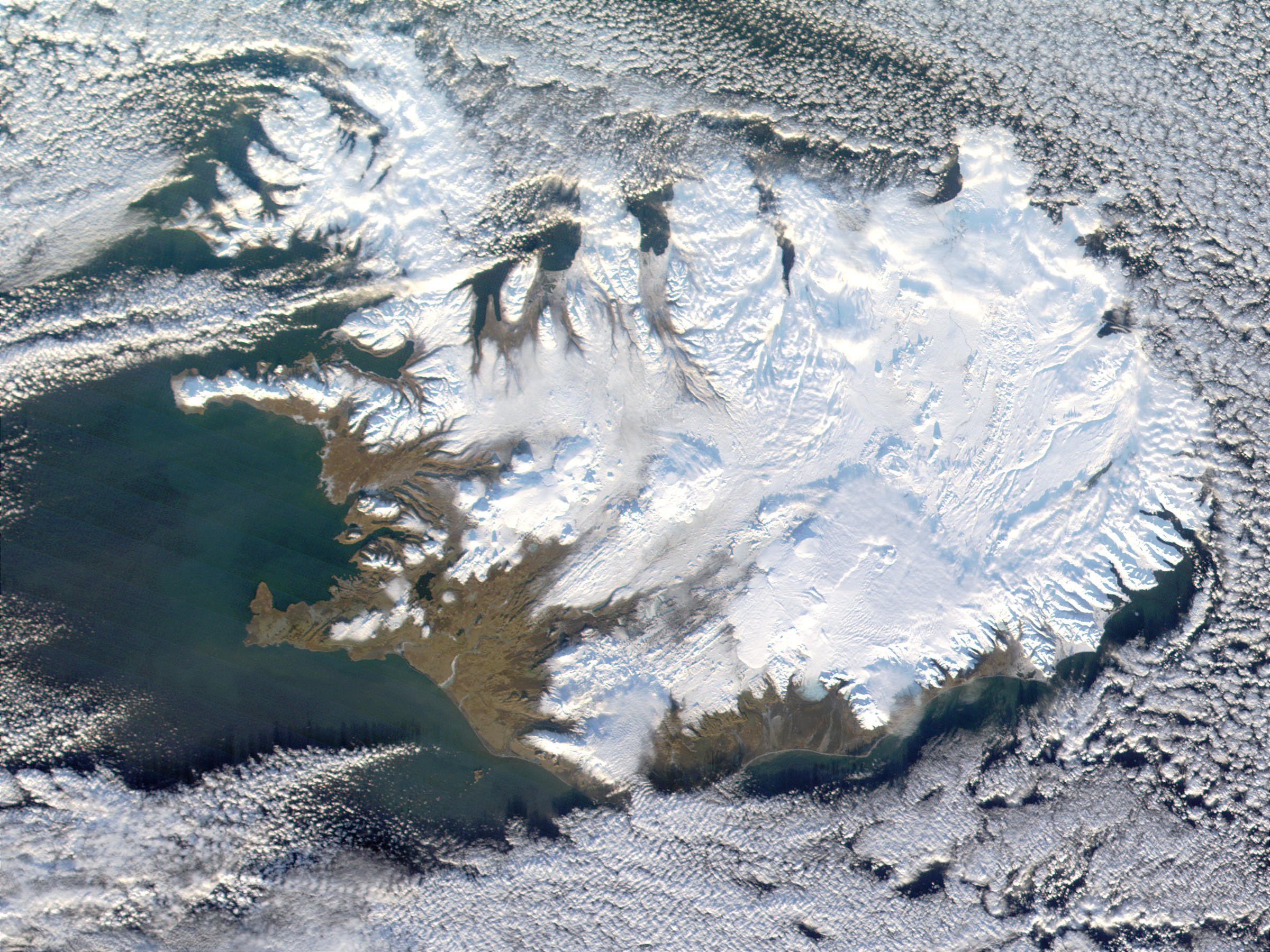
IJsland 's winters vanuit de ruimte

IJsland bestaat voor het overgrote deel uit laag- en middelgebergte, al dan niet met gletsjers bedekt, van waaruit vele rivieren naar zee stromen. Ze zijn doorgaans voor schepen onbevaarbaar door de snelle stroming. Het binnenland is vrijwel onbewoond; het dichtstbevolkte gebied ligt aan de zuidwestkust rond Reykjavík. De hoogste berg van IJsland is de Hvannadalshnúkur. Deze ligt met zijn 2.110 meter hoogte grotendeels verscholen onder de Öræfajökull.
Bomen komen op IJsland vooral in dwerg- en struikvorm voor, bijvoorbeeld in het natuurreservaat Þórsmörk. Alleen in het oosten van het land komt een gebied voor dat 'bos' mag genoemd worden, het 2.000 hectare grote Hallormstaðaskógur. De bomen zijn daar voor het grootste deel aangeplant. Grote boomstammen die men soms langs de kust aantreft, is drijfhout dat van ver is gekomen, voornamelijk uit Siberië.
Langs het noorden van het eiland stroomt de koude Oost-Groenlandstroom, langs het zuiden de warme Golfstroom. Gekoppeld aan de wind die vaak van zuid naar noord over het eiland waait, is het klimaat in Reykjavik (zuidwest) kouder dan in Europa, maar nog steeds gematigd. In het noorden daarentegen zijn de temperatuurschommelingen vanwege de vaak aflandige wind groter. Ten noordoosten van IJsland ligt de IJslandzee, ten zuidwesten de Irmingerzee.
Vanaf de Vestfirðir in het noordwesten via het noorden tot aan het oosten van het land wordt de kustlijn gekenmerkt door grotere en kleine fjorden en baaien. Een aantal fjorden is in de wintermaanden alleen over het water te bereiken en is zelfs in de zomer slechts toegankelijk met een terreinauto. Dat is mede de oorzaak van de ontvolking die sinds de Tweede Wereldoorlog in dit deel van het land gaande is.

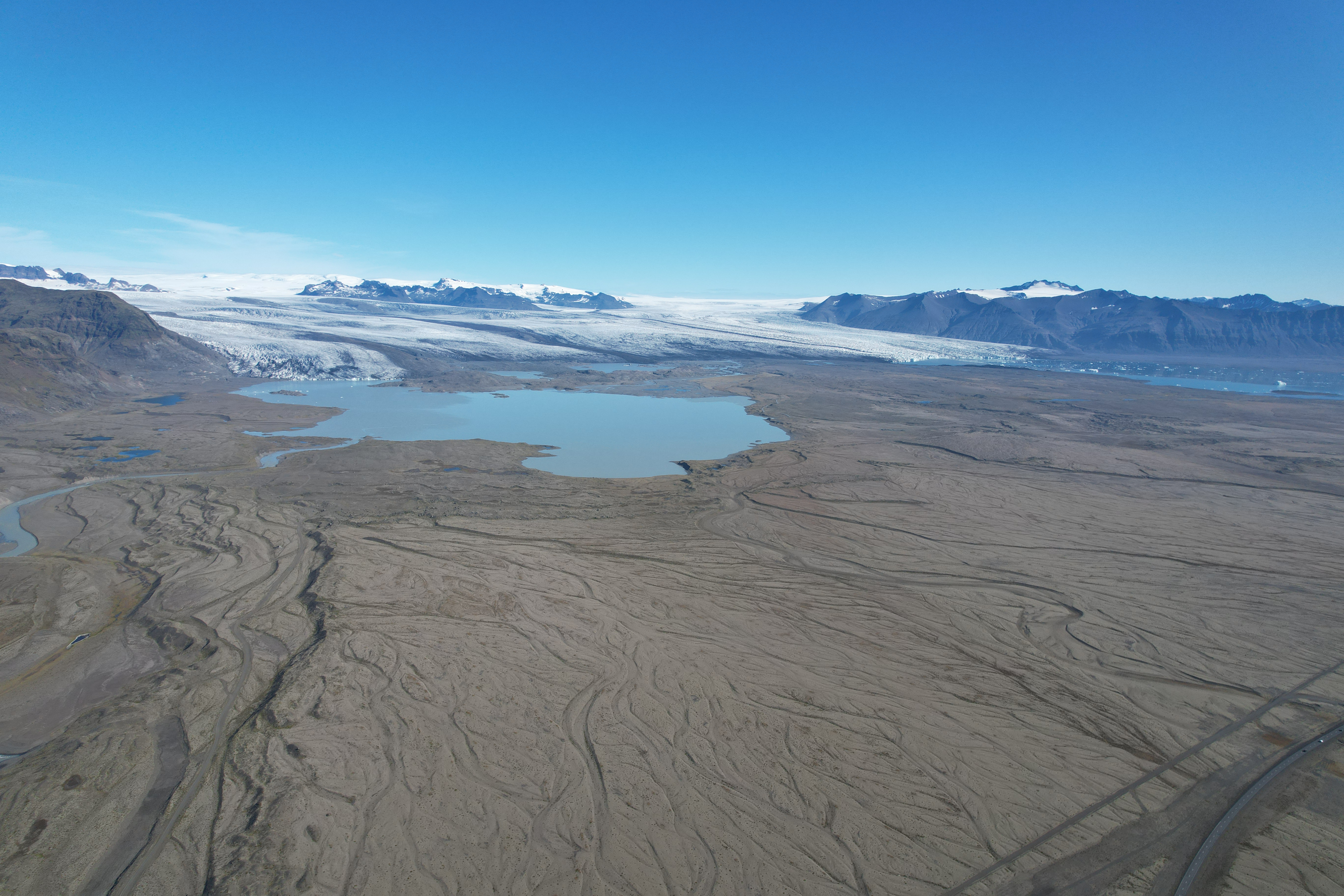
Het gletsjermeer Breiðárlón in Zuid-IJsland

In het zuiden wordt de kustlijn gekenmerkt door een bijna volkomen afwezigheid van natuurlijke inhammen en uitgebreide spoelzandvlaktes, een resultaat van de overspoeling van de streek door het smeltwater van de Vatnajökull.
De westkust kenmerkt zich door brede fjorden en baaien, zoals de Faxaflói (Faxabaai) en de Breiðafjörður. De vuurtoren bij Bjargtangar nabij de vogelkliffen van Látrabjarg is, op de Azoren na, het westelijkste puntje van Europa.
Veel puin- en gravelwegen in grote delen van het binnenland, zoals de Kaldidalur-route, zijn tijdens de zomermaanden uitsluitend toegankelijk voor terreinvoertuigen. In de winter echter zijn deze wegen daar zelfs voor de krachtigste voertuigen onbegaanbaar en derhalve ook gesloten voor alle verkeer.
Het landschap is bergachtig. Tafelbergen wisselen af met actieve en slapende vulkanen en caldera's, waartussen (meanderende) rivieren zich een weg banen. Omdat IJsland geologisch gezien erg jong is en de rivieren zich nog een weg door het harde basalt moeten slijten, komen er veel watervallen voor. In het IJslands wordt een waterval "foss" genoemd. Hiervan zijn er een aantal spectaculair. De Dettifoss is qua watervolume de grootste waterval van Europa. Valleien werden in het verleden opgevuld door de lava van grote vulkaanuitbarstingen, waardoor er soms hele lavavlakten zijn. Een derde van alle lava die de laatste 500 jaar wereldwijd werd uitgestoten, werd op IJsland uitgestoten.
IJsland heeft vier nationale parken: het Nationaal Park Jökulsárgljúfur, het Nationaal Park Skaftafell, het Nationaal Park Snæfellsnes en het Nationaal Park Þingvellir.

### Flora en fauna

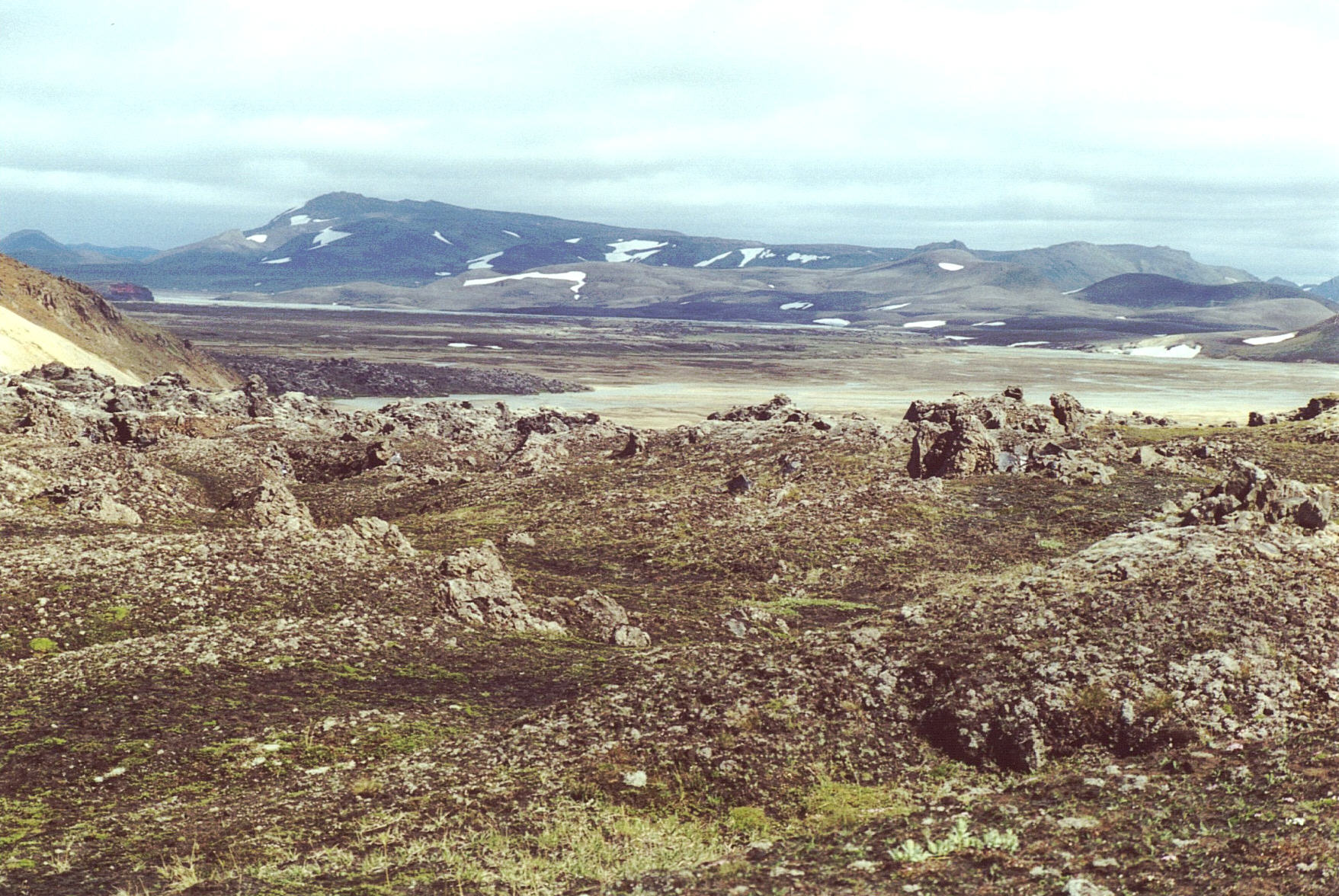
Het "kale" IJslandse landschap

Een belangrijk kenmerk van IJsland is het zeer beperkt voorkomen van bomen. Tijdens de kolonisatie waren delen van het land bij de kust wel bebost, maar deze bossen zijn grotendeels gekapt. Bovendien lieten de kolonisten vee in de graslanden grazen. Hierdoor trad een proces van erosie en verwoestijning op dat heel moeilijk om te keren is. Door de hevige winden en de aanwezigheid van vulkanisch as treden zandstormen op sinds de bossen zijn gekapt. Door het klimaat groeien de bomen traag. Het is niet zozeer de lage temperatuur, er zijn plaatsen met bossen waar het veel harder vriest (voorbeeld de Taiga), maar de beperkte groeiperiodes waarbij er geen vorst voorkomt. Zelfs laat in de lente komen door het wisselend weer vorstperiodes voor. De Noorse kolonisten, gewend aan de robuuste bodems van hun vaderland, bewerkten de vruchtbare IJslandse bodem op dezelfde manier als ze dat in Noorwegen gewend waren. Toen de vulkanische as eenmaal bloot was komen te liggen werd deze weer weggeblazen door de wind, waarbij de vegetatie te traag herstelde om dit te voorkomen. Grote delen van IJsland zijn hierdoor veranderd in geërodeerde 'maanlandschappen' waar niets meer groeit.
In meerdere saga worden reizen naar Noorwegen beschreven die, naast de intentie om handel te drijven, voor een belangrijk deel werden ondernomen om timmerhout te halen. Wel wordt gewag gemaakt van hout sprokkelen om vuur en houtskool te maken. Aan de andere kant verwijzen namen als Skógarströnd (boskust) en Skógarnes (boskaap) naar de vroegere aanwezigheid van bossen (skógur betekent bos). Ook wordt in het eerste hoofdstuk van het Landnámabók (boek der landname) geschreven dat het land tussen bergen en de kust met bos was bedekt. De huidige bomen beperken zich tot sparren, dwergberken, dwergwilgen en kreupelgewassen. Er wordt beweerd dat het eilandje Árnes in de Þjórsá-rivier een redelijk beeld zou geven hoe het eiland er zo'n 2.000 jaar geleden uit heeft gezien. Hoewel het grootste deel van het land uit rotsen, keien en arctische woestijnlandschappen bestaat, komen mossen, korstmossen en grassen veel voor. Ook komen op bepaalde plaatsen orchideeën voor. In (voornamelijk) het zuiden zijn de laaglanden gecultiveerd. Door de noordelijke geografische ligging van IJsland ligt de boomgrens al op 200-300 meter boven zeeniveau.

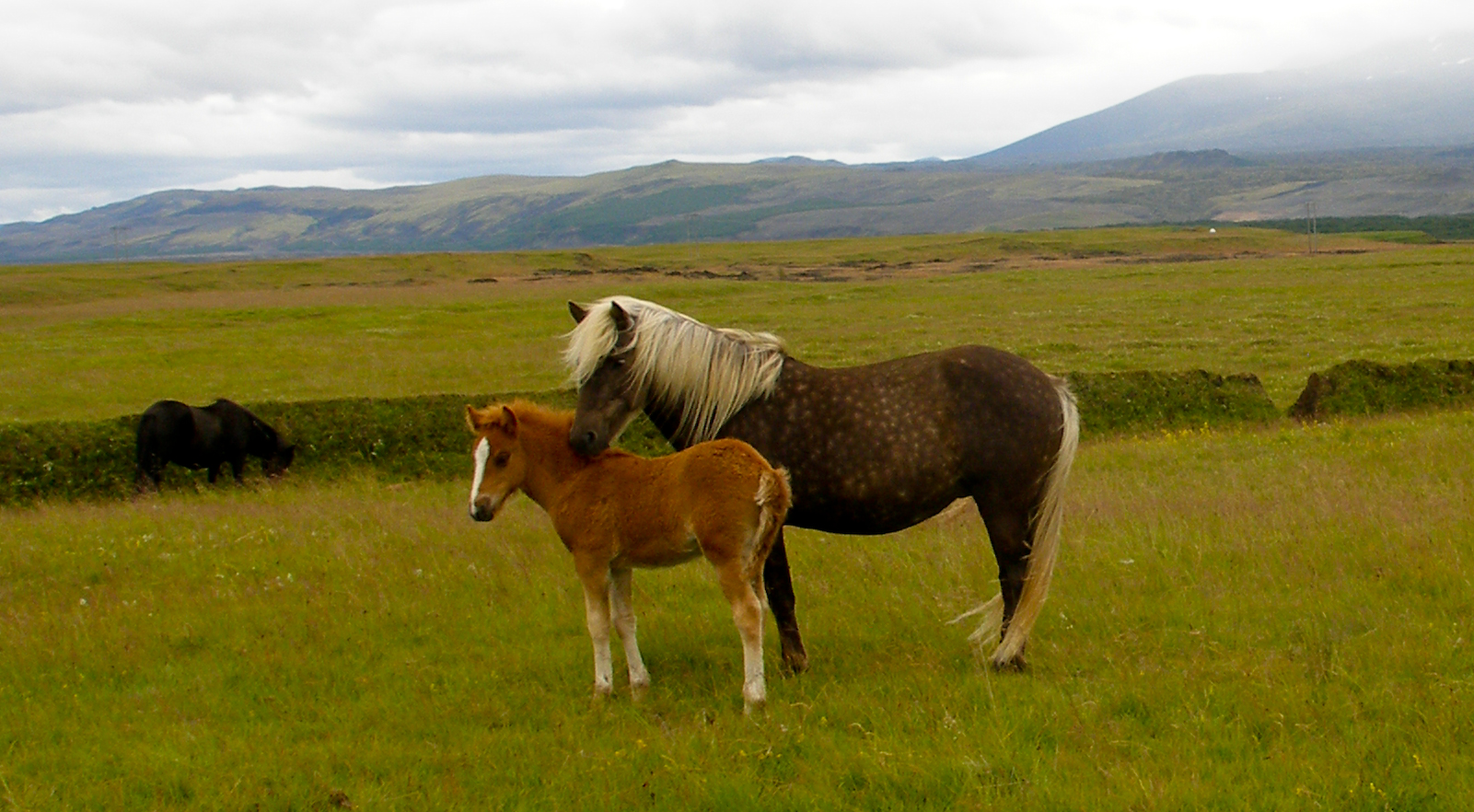
Een IJslandermerrie met veulen

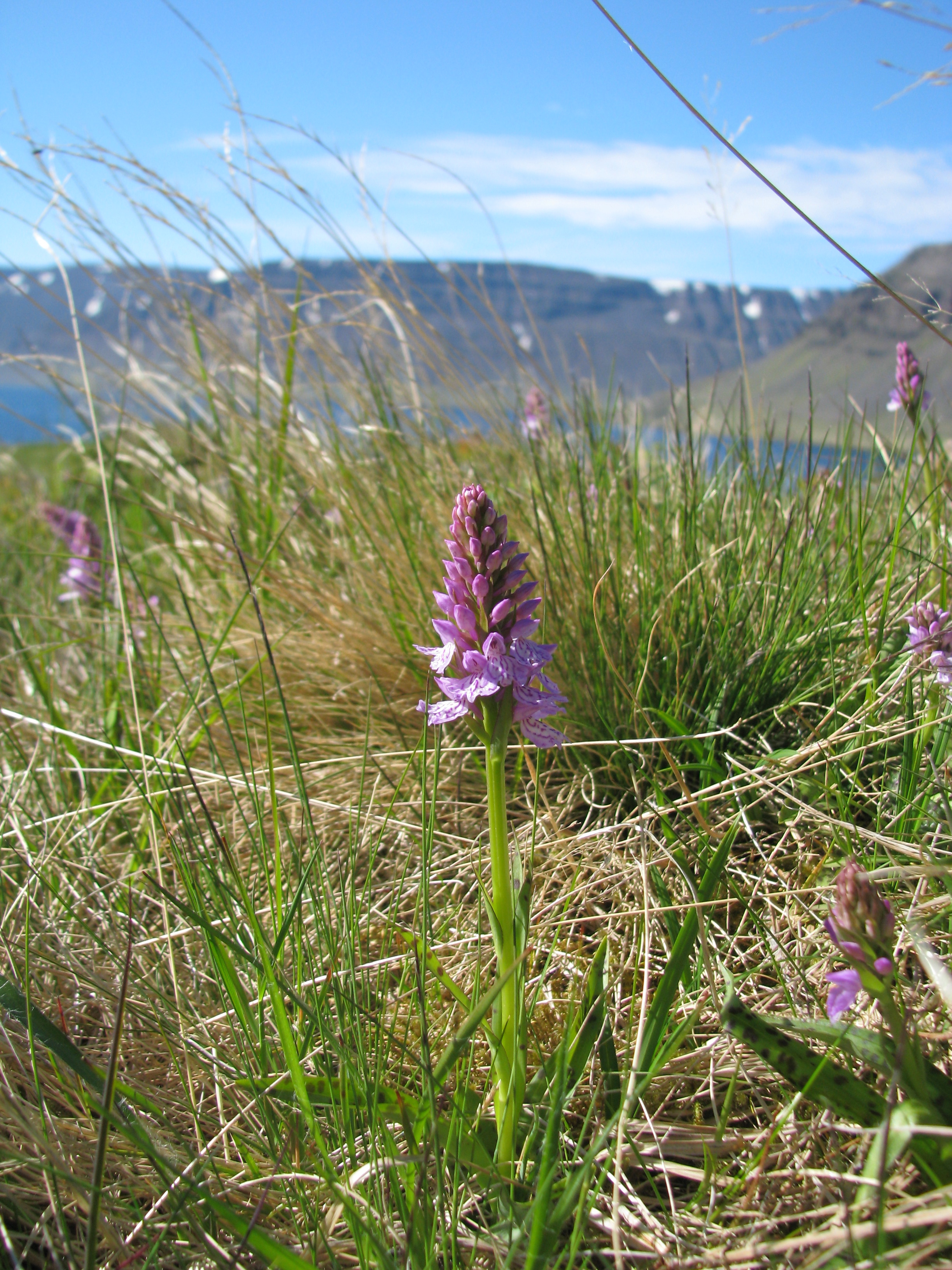
Orchideeën bij de Arnarfjörður

De poolvos is het enige oorspronkelijke landzoogdier. In zee leven walvissen en aan de kust vindt men twee soorten zeehonden (grijze zeehond, Halichoerus grypus en gewone zeehond, Phoca vitulina). De immigranten brachten schapen, koeien, varkens, paarden en pluimvee mee. Muizen, ratten, nertsen en konijnen zijn over het algemeen per ongeluk ingevoerd. Rendieren zijn in de 18e eeuw ingevoerd en een aantal is verwilderd en leeft in de oostelijke hoogvlakten. De ijsbeer komt er niet voor, maar onder andere in Húsavík is een opgezet exemplaar te vinden. Deze kwam in 1969 op een ijsschots vanuit de richting van Groenland aangedreven. Ook in de zomers van 2007 en 2008 kwamen er ijsberen aan land. Deze dieren werden echter gedood omdat ze buiten hun natuurlijke habitat als gevaarlijk voor mensen worden beschouwd.
Reptielen, amfibieën en giftige dieren, zoals schorpioenen, komen op IJsland niet voor. Wel muggen, met name waar begroeiingen bij moerassen en meren voorkomen. Mývatn (letterlijk muggenmeer) staat bekend om de vele, overigens niet-stekende, muggen die bij windstil weer als wolken over het meer zweven. 's Zomers zijn er ook vlinders, die echter moeilijk waar te nemen zijn. In de schone en heldere wateren op en rondom IJsland komt zeer veel vis voor, zoals zalm, forel, platvis en kabeljauw.
IJsland is een belangrijk biotoop voor ontelbare vogels en vogelsoorten. Vele soorten eenden en ganzen komen er voor, naast zeevogels, waadvogels en zeldzame roofvogels zoals de sneeuwuil. De wilde zwaan (Cygnus cygnus) is zeer algemeen in Reykjavík. Op IJsland komen zowel overwinteraars voor als vogels die het als rustplaats, broedplaats of foerageerplaats gebruiken. Zo komt de papegaaiduiker in groten getale (60 procent van de wereldpopulatie) voor. Daarnaast komt ook de zeekoet veel voor langs de klifkusten.
In door warmwaterbronnen verwarmde kassen worden planten, bloemen, groenten (onder andere tomaten, komkommers en paprika's) en fruit (onder andere druiven en sinaasappels) geteeld. De belangrijkste regio's met kassenteelt zijn in Zuid-IJsland bij Hveragerði en de geothermale gebieden rond Reykholt (Borgarfjörður) in het westen en Flúðir in het zuidwesten.

## Bestuur en politiek

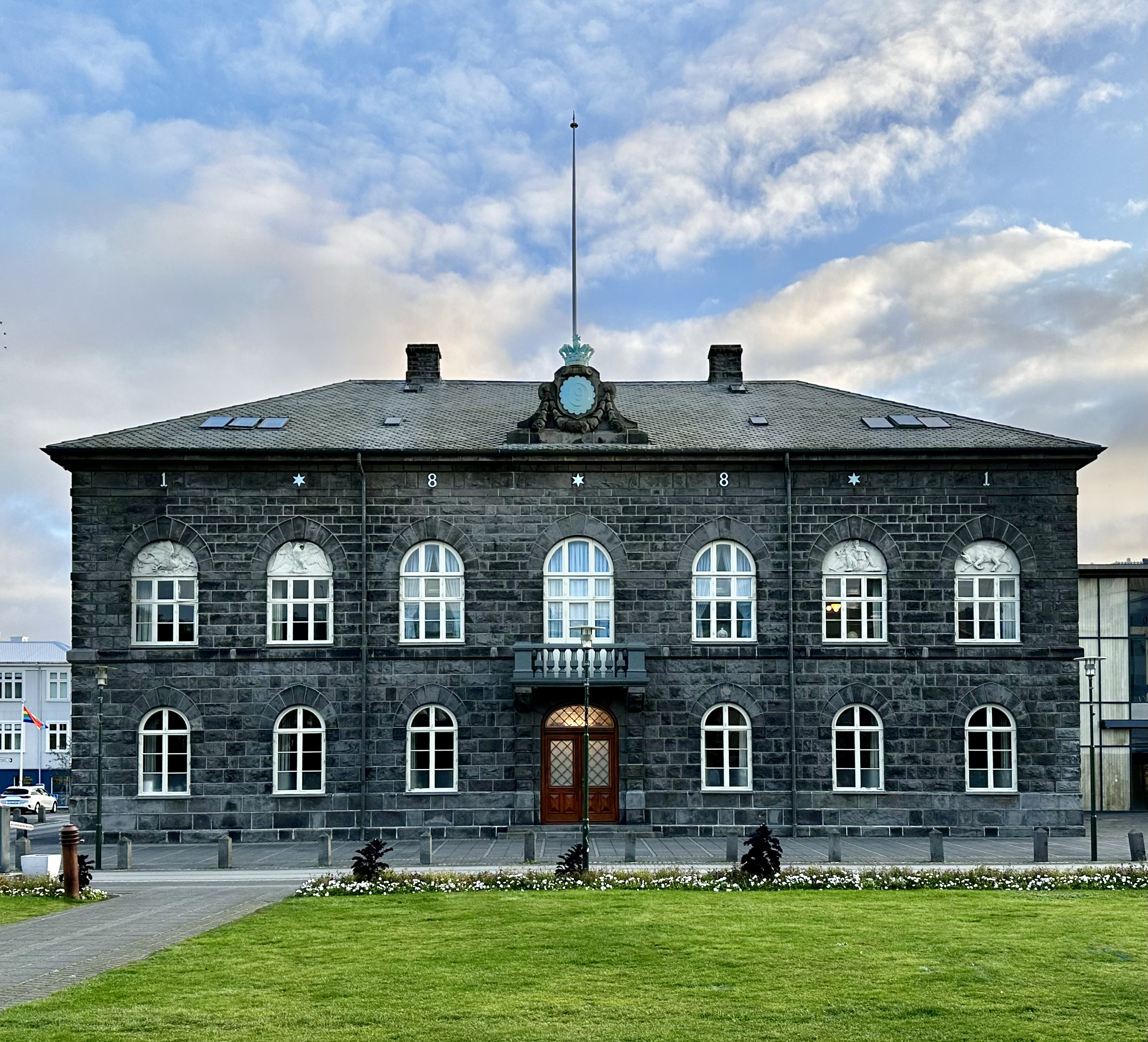
Het gebouw van het Alþing, het IJslandse parlement, in Reykjavik

### Geschiedenis
IJsland heeft van alle landen ter wereld de langste democratische traditie. Een van de gewoonten die de kolonisten uit hun vaderland meenamen, was het houden van þings ('volksvergaderingen'). In de loop der tijd werden enkele belangrijker dan andere. Al spoedig kwam de roep om een centrale locatie voor een gemeenschappelijk ding. In het jaar 930 werd dit het Althing (Alþingi) - en daarmee het IJslandse parlement - opgericht. De locatie van het Alþing ('alomvattende volksvergadering') werd Þingvellir, een vlakte die nog in gemeenschappelijk bezit was. Vele belangrijke historische gebeurtenissen hebben tijdens het Alþing plaatsgevonden, zoals de officiële overgang tot het christendom in het jaar 1000. In 1845 is het parlement verplaatst naar Reykjavik en in 1928 werd Þingvellir het eerste Nationale Park van IJsland.
In 1918 verkreeg IJsland een grotere onafhankelijkheid en veranderde van status. Het was geen deel meer van Denemarken, maar werd het koninkrijk IJsland in een personele unie met de Deense Kroon voor 25 jaar. In deze unie verzorgde Denemarken de buitenlandse diplomatieke relaties van IJsland. In 1920 werd een ambassade in Kopenhagen geopend. Als gevolg van de Duitse inval in Denemarken in 1940 werd de IJslandse buitenlandse dienst opgezet en kwamen er IJslandse ambassades in Londen en Stockholm.
Een ander gevolg van de Duitse bezetting van Denemarken tijdens de Tweede Wereldoorlog was dat in 1944 de unie niet verlengd kon worden. IJsland werd op 17 juni 1944 een volledig onafhankelijke republiek met een president als staatshoofd. Deze wordt via algemeen kiesrecht gekozen voor een termijn van vier jaar. Zijn of haar rol is overwegend symbolisch en ceremonieel. Wel heeft de president het vetorecht over de door het parlement aangenomen wetgeving en kan die in een referendum voorleggen aan de bevolking. De presidentiële residentie is Bessastaðir.
Het land is lid van onder meer de NAVO, de EVA en de EER. Het is toegetreden tot de Schengenzone. In juli 2009 zette het IJslandse parlement het licht op groen voor een officieel verzoek tot EU-toetreding. Nog diezelfde maand werd IJsland officieel kandidaat EU-lid. In 2015 heeft IJsland de aanvraag ingetrokken.

### Bankencrisis en nasleep
In 2007 kwam een regering tot stand die bestond uit de grote, centrumrechtse Onafhankelijkheidspartij en de kleinere, sociaaldemocratische Alliantie, samen goed voor 43 zetels in het 63 zetels tellende Alþing, het IJslandse parlement. Premier werd Geir Haarde van de Onafhankelijkheidspartij. Op 26 januari 2009 trad de regering voortijdig af naar aanleiding van de slechte toestand van de economie, veroorzaakt door de kredietcrisis. De IJslandse economie steunde voor een groot deel op de bancaire sector en deze was door de IJslandse bankencrisis in grote problemen verzeild geraakt. In oktober 2008 werden de drie grootste IJslandse banken zelfs genationaliseerd. Veel IJslanders raakten hun betrekking en spaartegoed kwijt en uitten in demonstraties hun onvrede over de regering. De IJslandse kroon (Króna) verloor grotendeels zijn waarde tegenover de Euro en tegen het einde van 2008 verklaarde het land zich bankroet.
Op 1 februari 2009 werd een links minderheidskabinet geïnstalleerd, dat bestond uit de Alliantie en Links-Groen. Interim-premier was Jóhanna Sigurðardóttir van de Alliantie. Het behartigde de zaken als interim-regering tot de vervroegde parlementsverkiezingen op 25 april 2009 en ging vooral de economische problemen te lijf.
Bovendien vroeg dit kabinet opnieuw het lidmaatschap van de Europese Unie aan. Dit werd vanuit de gehele Unie toegejuicht, hoewel er vanuit Nederland en het Verenigd Koninkrijk kritische geluiden te horen waren over terugbetaling van het geld dat hun spaarders verloren hadden in het Icesave-debacle. Ook de eigen bevolking was niet onverdeeld: men vreesde onder meer verlies van de eigen visrechten waarvan de IJslandse economie nog voor een groot deel afhankelijk is. IJsland verkreeg in juli 2009 de status van kandidaat-lid van de EU.
Op 22 mei 2013 verklaarde de centrumrechtse regering van Sigmundur Davíð Gunnlaugsson die na de verkiezingen van dat jaar was aangetreden een referendum te zullen uitschrijven over toetreding tot de EU. In augustus 2013 liet het land de EU weten dat het toetredingsverzoek zou worden ingetrokken. Deze intrekking werd op 12 maart 2015 officieel neergelegd.
De regering gaf toe aan de buitenlandse eisen dat IJsland een totaal van € 3,5 miljard zou terugbetalen. Dat betekende een flinke maandelijkse bijdrage van iedere IJslandse burger, wat voor de IJslanders onverteerbaar bleek. Er ontstond nationale ophef, en vervolgens weigerde het staatshoofd Ólafur Ragnar Grímsson de desbetreffende wet goed te keuren. Hij verzocht hierover een referendum te houden.
Met de steun van een bevolking begon de regering burgerlijke en strafrechtelijke onderzoeken naar de verantwoordelijken voor de financiële crisis. Tegen bankiers die betrokken waren bij de crash vaardigde Interpol een internationaal aanhoudingsbevel uit. Ook van politici werd gezegd dat hun falende beleid het land in crisis had gestort. Onder hen was Davíð Oddsson, die na zijn premierschap vanaf 2005 de centrale bank had geleid. Geir Haarde, die eerst minister van financiën en daarna premier was geweest, werd in een speciaal tribunaal (Landsdómur) vervolgd en in april 2012 veroordeeld voor een van de vier aanklachten, maar zonder strafoplegging. Hem werd verweten dat hij onvoldoende toezicht had gehouden op de grote banken, wat in 2008 tot hun faillissement leidde. Om principiële redenen legde hij zijn zaak voor aan het Europees Hof voor de Rechten van de Mens, maar zijn beroep werd in november 2017 ongegrond verklaard.
In het referendum van maart 2010 stemde 93% tegen de terugbetaling van de schuld. Onmiddellijk bevroor het IMF zijn leningen. Maar IJsland was niet geïntimideerd. Ólafur Ragnar Grímsson zei: ”Er werd ons verteld dat we het Cuba van het Noorden zouden worden indien we de voorwaarden van de internationale gemeenschap niet aanvaardden. Maar als we ze hadden aanvaard zouden we het Haïti van het Noorden geworden zijn”.

### Latere ontwikkelingen
Als reactie op de crisis werd in 2009 de anti-establishmentpartij Beste Partij (Besti flokkurinn) opgericht. Door een grote zege bij de gemeenteraadsverkiezingen werd oprichter Jón Gnarr in 2010 burgemeester van Reykjavík. De partij bestond niet lang.
Om het land te bevrijden van de uitgebreide macht van internationale banken besloot de bevolking een nieuwe grondwet te maken. 25 burgers werden geselecteerd uit 522 volwassenen die niet tot enige politieke partij behoorden maar door minstens 30 mensen werden aanbevolen. De vergaderingen werden online gestreamd en de burgers konden hun commentaren en suggesties doorgeven. Ze waren getuige van het tot stand komen van het document. De grondwet die voortkwam uit dit proces van participerende democratie werd aan het parlement in de herfst van 2011 ter goedkeuring voorgelegd.
Sinds 2024 wordt de functie van president van IJsland bekleed door de partijloze Halla Tómasdóttir.
De regering van IJsland bestaat sinds 2024 uit een coalitie van Alliantie, de Liberale Hervormingspartij en de Volkspartij. De premier van IJsland is Kristrún Frostadóttir van Alliantie.

### Defensie
Hoewel IJsland lid is van de NAVO, heeft het geen eigen krijgsmacht. Strijdkrachten van de Verenigde Staten bewaakten tot 1 oktober 2006, op basis van een militair verdrag uit 1951, het land en zijn territoriale wateren vanuit een marinevliegbasis in Keflavík. De Verenigde Staten staan sindsdien nog wel garant voor de territoriale integriteit van IJsland, maar de marinevliegbasis is niet meer in gebruik als zodanig. IJsland heeft wel een kustwacht en een militair politieonderdeel.
IJslanders zijn uitermate trots op de rol die IJsland speelde in het beëindigen van de Koude Oorlog. De beroemde Reykjavik Summit, het overleg tussen de Amerikaanse president Ronald Reagan en Sovjetleider Michail Gorbatsjov, vond in 1986 plaats in de villa Höfði in Reykjavik.
Het enige internationale geschil dat noemenswaardig is in de geschiedenis van IJsland, is dat van de Kabeljauwoorlogen tussen 1958 en 1975. Het betreft een discussie met het Verenigd Koninkrijk. IJsland had de intentie om zijn rijke visserijwateren te beschermen door het uitbreiden van de maritieme grens. In deze discussie werd de kustwacht ingezet door IJsland om zijn vissers te beschermen, waarop het Verenigd Koninkrijk oorlogsschepen zond. Het Verenigd Koninkrijk bond pas in nadat IJsland dreigde uit de NAVO te stappen.
Volgens de Global Peace Index (GPI) is IJsland het vredelievendste land ter wereld. Het heeft deze status te danken aan de afwezigheid van strijdkrachten, het lage criminaliteitsgehalte en de sociaal-politieke stabiliteit die het land al lang kent.

## Bestuurlijke indeling

regio's van IJsland

De hoofdstad van IJsland is Reykjavik, met daaromheen enkele voorsteden. IJsland bestaat uit acht regio's:
1. Höfuðborgarsvæðið, Hoofdstedelijke regio, hoofdstad: Reykjavik
2. Suðurnes, Zuidelijk schiereiland, hoofdstad: Keflavík
3. Vesturland, Westland, hoofdstad: Borgarnes
4. Vestfirðir, Westfjorden, hoofdstad: Ísafjörður
5. Norðurland vestra, Noordland west, hoofdstad: Sauðárkrókur
6. Norðurland eystra, Noordland oost, hoofdstad: Akureyri
7. Austurland, Oostland, hoofdstad: Egilsstaðir
8. Suðurland, Zuidland, hoofdstad: Selfoss

## Bevolking en cultuur

### Bevolking
De IJslanders zijn nakomelingen van de Vikingen, vermengd met Schotse en Ierse immigranten. De meeste buitenlanders zijn Polen.
In de periode 1750 tot 1850 lag de bevolking van IJsland stabiel op circa 50.000 personen. Nadien trad een geleidelijke uitbreiding op tot ongeveer 75.000 tegen het einde van de 19e eeuw om vandaar te versnellen en op 1 januari 2011 telde het land 328.452 bewoners. Het aandeel van de bevolking tussen 0 en 14 jaar was 20,9%, tussen 15 en 64 jaar 66,8% en ten slotte was 12,3% van de bevolking 65 jaar en ouder. De levensverwachting bij geboorte lag in 2010 op 79,5 jaar voor mannen en op 83,5 jaar voor vrouwen. Het aandeel buitenlanders was 6,6%.
Geslachtsnamen worden op IJsland bijna niet gebruikt: de IJslanders bedienen zich van patroniemen, zoals 'Karlsdóttir' ('dochter van Karl') of 'Grímsson' ('zoon van Grímur') (zie ook: IJslandse namen). De voornaam is nog altijd belangrijker dan het patroniem: in telefoonboeken en andere alfabetische persoonslijsten wordt men op zijn voornaam gerangschikt.

### Godsdienst
Op IJsland kent men vrijheid van godsdienst. De Evangelisch-Lutherse Kerk van IJsland is de staatskerk. In het nationaal register wordt altijd bijgehouden welke religieuze overtuiging men heeft. Ongeveer 3,9 procent van de bevolking is rooms-katholiek. Van 1996 tot 2009 was de Nederlandse bisschop Jo Gijsen bisschop van Reykjavik.
In 2023 hing de bevolking de volgende religies aan:
- Evangelisch-Lutherse Kerk van IJsland: 58,6% van de inwoners
- Vrije Lutherse Kerk van Reykjavik en Hafnarfjörður: 4,5% van de inwoners
- Rooms-Katholieke Kerk: 3,8% van de bevolking
- anders christelijk: 2,4% van de bevolking
- Islam: 0,4% van de bevolking
- Boeddhisme: 0,3% van de bevolking
- anders (waaronder volgelingen van de Ásatrú-godsdienst): 22,3% van de bevolking
- niet aangesloten bij een religieuze groepering: 7,7% van de bevolking

Ofschoon de meerderheid van de bevolking christelijk is, gaan de meeste IJslanders niet met regelmaat naar de kerk. De meesten hebben liberaal-christelijke opvattingen.

### Onderwijs en taal
De IJslanders spreken IJslands als moedertaal. IJslands is te kwalificeren als Oudnoors. Buiten IJsland wordt de taal niet gesproken. Daarmee komt het aantal sprekers van het IJslands rond de 320.000. IJslands is een Noord-Germaanse taal. De IJslandse taal is verwant met Faeröers, Noors, Deens en Zweeds.
Het IJslands kwam in de 9e eeuw met de Noormannen naar IJsland, deze Noormannen spraken Oudnoors. Op het Europese continent heeft het Noors veel veranderingen ondergaan, onder andere door invloeden van het Nedersaksisch. Zo heeft het moderne Noors ten opzichte van het Oudnoors minder naamvallen, ook is de grammatica eenvoudiger. Deze veranderingen gingen voorbij aan de Oudnoors sprekende IJslanders, het Oudnoors dat op IJsland gesproken wordt is sinds die 9e eeuw weinig veranderd. Daarmee is het moderne IJslands een taal die sterk lijkt op het Oudnoors. De IJslanders zijn trots op hun taal en willen niet dat de taal vervlakt. Nieuwe woorden die nodig zijn om technologische of andere ontwikkelingen aan te duiden worden meestal gemaakt door bestaande IJslandse woorden te combineren. Er bestaat zelfs een instituut dat hierop toeziet.
De IJslandse taal maakt gebruik van het Latijnse alfabet aangevuld met een aantal lettertekens. Het alfabet bestaat uit 36 tekens. De "Dag van de IJslandse Taal" wordt jaarlijks gevierd op 16 november: de geboortedag van de IJslandse dichter Jónas Hallgrímsson.
Vanaf hun achtste of negende jaar leren kinderen Engels als tweede taal. Ook Deens wordt veel gesproken.
De grootste instelling voor hoger onderwijs is de Universiteit van IJsland, die zijn grootste campus in het centrum van Reykjavik heeft. Andere scholen die onderwijs geven op universitair niveau zijn de Universiteit van Reykjavik, de Universiteit van Akureyri, de Landbouwuniversiteit van IJsland bij Hvanneyri en de Bifröst Universiteit.

### Muziek
Van oudsher is op IJsland in volledige afzondering een muziekstijl ontwikkeld. De originele IJslandse muziek (de tvísöngur) bestond uit tweestemmige gezangen, waarbij vooral kwartenmelodiek kenmerkend was.
Pas sinds de contacten met de Scandinavische cultuur werd deze muziek geleidelijk aan vermengd met de Noorse en Deense muziek. In de 19e eeuw kwam ook deze muziek in aanraking met de nationalistische tendensen van de Europese kunstmuziek, waarmee de aansluiting met de West-Europese kunstmuziek gebaand was. In de IJslandse volksmuziek zijn nauwelijks sporen aan te treffen van het gregoriaans of van het Lutherse koraal. De kunstmuziek van de 19e eeuw drong - evenals later ook de moderne en populaire muziek - uiteindelijk ook in IJsland door.
In Reykjavik werd in 2011 het grote concertgebouw Harpa in gebruik genomen, dat sindsdien fungeert als het belangrijkste podium voor vele muziekgenres. Onder meer het enige beroepsorkest van het land, Sinfóníuhljómsveit Íslands (het IJslands Symfonieorkest), heeft er zijn vaste basis.
Bekende IJslandse hedendaagse musici zijn:
- popzangeres Björk Guðmundsdóttir
- postrockband Sigur Rós
- funkfusionband Mezzoforte
- zangeres Emilíana Torrini Davíðsdóttir
- Hera Björk
- indiefolk en indiepopband Of Monsters and Men
- postrock/metalband Sólstafir
- rockband Kaleo
- rockband Hatari
- componist Jóhann Jóhannsson
- muzikant en componist Ólafur Arnalds
- muzikant Ásgeir Trausti
- zanger Páll Óskar Hjálmtýsson (Paul Oscar).
- Sinfóníuhljómsveit Íslands (het IJslands Symfonieorkest)
- rapper Herra Hnetusmjör
- zanger Daði Freyr Pétursson

### Feestdagen (Hátíðir og merkisdagar)
- 1 januari: nýársdagur (nieuwjaarsdag).
- 6 januari: þrettándi, de dertiende dag. Laatste dag van de IJslandse Kerstmis (zie ook: Jólasveinar).
- Eind januari wordt de oude gecombineerde januari/februarimaand Þorri gevierd, het Þorrablót.
- Bolludagur ("bolletjesdag"). Bolletjesdag was vroeger de maandag voor de vastendagen en wordt nu gevierd door (veel) roomsoezen (rjómabollur) te eten bij de koffie.
- Sprengidagur ("explosiedag"). Deze dag was vroeger de laatste dag voor het begin van de vastendagen en er mocht toen zoveel gegeten als mogelijk (en voorradig) was. Nu wordt het met een speciale maaltijd, bestaande uit gezouten vlees en bonen, gevierd.
- Öskudagur ("Asdag"). De eerste dag van de vastendagen die begon op een woensdag. Dit is nu een vrije dag.
- Sumardagurinn fyrsti; de eerste donderdag na 18 april: eerste dag van de (oude) zomer. IJsland kende volgens de oude kalender maar twee jaargetijden: zomer en winter.
- Sjómannadagurinn; de eerste zondag in juni: opgedragen aan de zeevaarders (vissers, reders etc.).
- Listahátið; begin juni op even jaren: Reykjavíks internationale kunstfestival.
- 17 juni: þjóðhátið; belangrijk nationaal volksfeest op sautjándi júní. Ter gelegenheid van het feit dat IJsland op 17 juni 1944 een republiek werd.
- Verslunarmannahelgi ("koopliedenweekend"); eerste weekend in augustus.
- Síldarævintyri ("haringavontuur"); feest op eerste weekend en maandag in augustus in Siglufjörður (Noord-IJsland).
- Þjóðhátið Vestmannaeyjar; volksfeest op de Westman-eilanden begin augustus.
- September: tijd waarin de schapen vanuit de bergen en vlakten bijeengedreven worden voor sortering. Vaak een festijn.
- Fyrsti vetrardagur; eind oktober: eerste dag van de (oude) winter.
- 1 december: herdenking van het verkrijgen van soevereiniteit van Denemarken in 1918.
- 24 december: aðfangadagur; kerstavond.
- 25 en 26 december: Jól; Kerstmis.
- 31 december: gamlárskvöld; oudejaarsavond.

### Media
De grootste televisiestations van IJsland zijn de publieke omroep Sjónvarpið en de commerciële omroepen Stöð 2, SkjárEinn en ÍNN. Er bestaan ook kleinere stations, waarvan vele enkel lokaal uitzenden. De belangrijkste radiostations zijn Rás 1, Rás 2 en Bylgjan. De dagelijkse kranten zijn Morgunblaðið en Fréttablaðið.
Op 16 juni 2010 nam het IJslandse parlement een wet aan ter bescherming van het recht van vrije meningsuiting en voor de bescherming van journalisten en klokkenluiders en is de strengste wet op dit gebied in de wereld.

## Economie

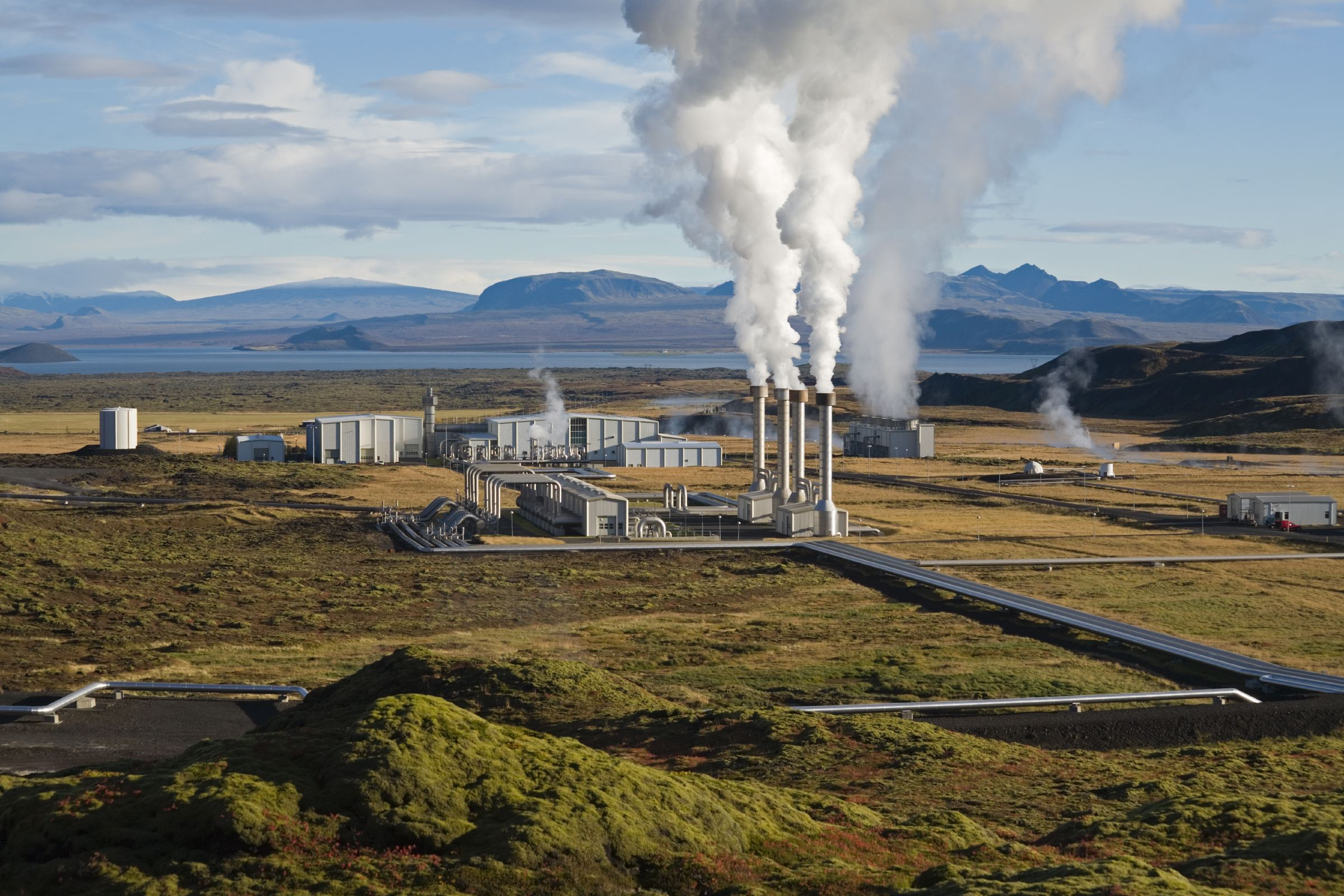
De geothermische elektriciteitscentrale Nesjavellir in het zuidwesten van het land

De economie van IJsland was in 2020 zo'n US$ 22 miljard groot. Het land heeft zwaar geleden onder de kredietcrisis en de ondergang van diverse IJslandse banken. Dit heeft geleid tot een economische krimp vanaf 2008 en een forse toename van de werkloosheid. De werkloosheid piekte in 2010 en sinds 2011 laat de economie weer groei zien waardoor het land de grootste economische en financiële problemen achter zich heeft gelaten. De terugval in 2020 is vooral een gevolg van de coronapandemie.
| Jaar | Nominaal bbp (in US$ miljard) | Nominaal bbp (in ISK miljard) | Reële groei bbp | Inflatie | Bruto staatsschuld (in % bbp) | Saldo lopende rekening (in % bbp) | Werkloosheid (in % beroepsbevolking) |
| ---- | ----------------------------- | ----------------------------- | --------------- | -------- | ----------------------------- | --------------------------------- | ------------------------------------ |
| 2005 | 16,9                          | 1061                          | 6,1%            | 4,0%     | 69%                           | −15,7%                            | 2,9%                                 |
| 2006 | 17,5                          | 1225                          | 6,3%            | 6,7%     | 71%                           | −22,7%                            | 3,2%                                 |
| 2007 | 21,6                          | 1387                          | 8,5%            | 5,1%     | 68%                           | −13,6%                            | 2,5%                                 |
| 2008 | 18,1                          | 1590                          | 2,2%            | 12,7%    | 110%                          | −20,8%                            | 3,3%                                 |
| 2009 | 13,2                          | 1626                          | −7,7%           | 12,0%    | 129%                          | −8,9%                             | 8,0%                                 |
| 2010 | 13,8                          | 1681                          | −2,8%           | 5,4%     | 133%                          | −6,1%                             | 8,3%                                 |
| 2011 | 15,2                          | 1765                          | 1,8%            | 4,0%     | 138%                          | −4,7%                             | 8,0%                                 |
| 2012 | 14,8                          | 1845                          | 1,1%            | 5,2%     | 134%                          | −3,6%                             | 6,9%                                 |
| 2013 | 16,1                          | 1970                          | 4,6%            | 3,9%     | 122%                          | 6,3%                              | 6,1%                                 |
| 2014 | 17,9                          | 2086                          | 1,7%            | 2,0%     | 115%                          | 4,4%                              | 5,5%                                 |
| 2015 | 17,5                          | 2031                          | 4,4%            | 1,6%     | 97%                           | 5,6%                              | 4,6%                                 |
| 2016 | 20,8                          | 2512                          | 6,3%            | 1,7%     | 82%                           | 8,1%                              | 3,4%                                 |
| 2017 | 24,7                          | 2642                          | 4,2%            | 1,8%     | 72%                           | 4,2%                              | 3,3%                                 |
| 2018 | 26,3                          | 2844                          | 4,9%            | 2,7%     | 63%                           | 4,3%                              | 3,1%                                 |
| 2019 | 24,7                          | 3026                          | 1,9%            | 3,0%     | 67%                           | 6,5%                              | 3,9%                                 |
| 2020 | 21,6                          | 2929                          | −6,9%           | 2,8%     | 78%                           | 1,1%                              | 6,3%                                 |
| 2021 | 25,8                          | 3272                          | 5,0%            | 4,5%     | 75%                           | −2,8%                             | 5,8%                                 |
| 2022 | 28,7                          | 3882                          | 9,0%            | 8,3%     | 68%                           | −2,4%                             | 3,6%                                 |
| 2023 | 31,5                          | 4339                          | 5,6%            | 8,7%     | 62%                           | 0,8%                              | 3,4%                                 |
| 2024 | 33,5                          | 4617                          | 0,5%            | 5,9%     | 59%                           | −2,5%                             | 3,4%                                 |

### Visserij
Visserij en de visverwerkende industrie, zo'n 73 procent van de uitvoer, vormen de belangrijkste poot van de IJslandse industrie. Deze uitvoer is echter gevoelig voor de verandering van de visprijzen. Vanuit de overheid worden dan ook pogingen gedaan de economie een bredere basis te verlenen; zo wordt er veel verwacht van geothermische energie. Naast Noorwegen en Japan is IJsland het enige land waar aan commerciële walvisvaart wordt gedaan.

### Toerisme
De tweede bron van inkomsten is het toerisme. Bezoekers komen vooral uit Scandinavische landen en Duitsland, maar ook uit België, Nederland en Canada. De meeste toeristen komen in de zomermaanden, dat is juni tot en met oktober. Tijdens de wintermaanden komen sommigen naar IJsland om het noorderlicht te zien. Door de waardedaling van de IJslandse kroon door de crisis is het land een relatief goedkope vakantiebestemming geworden. In 2010 kwamen er 500.000 toeristen naar het eiland, in 2015 was dit ruimschoots verdubbeld tot 1,3 miljoen en in 2024 kwamen er 2,3 miljoen buitenlandse bezoekers.

### Energie
In 2014 werd zo'n 69% van alle energie geothermisch opgewekt (zie bijvoorbeeld Nesjavellir), 18% werd opgewekt door waterkracht en het overige met ingevoerde fossiele brandstoffen, zoals aardolie en in mindere mate steenkool. Verder voorzien de geothermische bronnen Reykjavik van warm water en stoom voor verwarming. In de periode 1989 tot en met 2014 is de productie van elektriciteit verviervoudigd, van 4475 gigawattuur (GWh) naar 18.122 GWh. Deze sterke stijging was vooral nodig voor twee nieuwe installaties om aluminium uit alumina te halen (aluminiumsmelter) en de uitbreiding van een bestaande installatie. Deze installaties kwamen in 2007 en 2008 gereed. In 2009 verbruikten deze smelters bijna 12.000 GWh aan elektriciteit.

### Handel
IJsland heeft een open economie en de buitenlandse handel maakt ongeveer een derde van de IJslandse economie uit. In 2024 werd voor een totaal bedrag van ISK 959 miljard geëxporteerd en voor ISK 1357 miljard geïmporteerd. Het jaar 2009 was het eerste jaar sinds 2002 dat IJsland een overschot op de handelsbalans noteerde. Het handelsoverschot bleef bestaan tot 2020. De depreciatie van de IJslandse kroon versus andere valuta maakte de IJslandse uitvoer aantrekkelijker terwijl importproducten veel duurder werden. De belangrijkste exportproducten waren vis (37%) en aluminium (33%) in 2024. De invoer is meer divers en omvat producten zoals aardolie, machines, transportmiddelen, voedsel, drank en tabak.
Op 2 mei 1992 ondertekende het land de overeenkomst om deel te nemen aan de Europese Economische Ruimte. Deze regeling is vanaf 1 januari 1994 van kracht en verstevigde de relatie met de Europese Unie (EU). De belangrijkste handelspartner van IJsland is al decennia Europa; in 2024 was het aandeel van Europa in de export van IJsland zo'n 80% en circa 63% van de import.

### Financiële sector
In het begin van de 21e eeuw maakte de IJslandse financiële sector een sterke groei door. Hierdoor maakte de financiële sector circa 34 procent van de IJslandse economie uit. Door de snelle expansie en de daarbij horende behoefte aan vreemd vermogen van deze sector werd het land kwetsbaar voor de gevolgen van de kredietcrisis in 2008. Door een snelle achteruitgang van de liquiditeit van de drie banken in het land raakte IJsland in een situatie die grensde aan faillissement. De schulden van het land bleken ongeveer vijf tot negen maal het bruto nationaal product te bedragen, een bedrag dat nagenoeg onmogelijk is om zelfstandig op te brengen. Zie verder IJslandse bankencrisis.

### Munteenheid
De munteenheid van IJsland is de IJslandse kroon en afgekort ISK. In 2007 was de gemiddelde koers van de euro zo'n 88 IJslandse kronen. Op 10 oktober 2008 stopten de meeste banken met de handel in de IJslandse Kroon omdat deze door de economische crisis in het land sterk in waarde was verminderd en in een inflatiespiraal terechtkwam. De koers van de kroon halveerde; in 2009 lag de koers van de euro op circa 173 kronen. In 2010 trad enig herstel op en werd de euro gemiddeld tegen 162 IJslandse kronen verhandeld. Eind mei 2015 was de waarde gestegen naar 150 kronen per euro en begin 2025 verder gestegen naar 144 kronen per euro.

## Vervoer

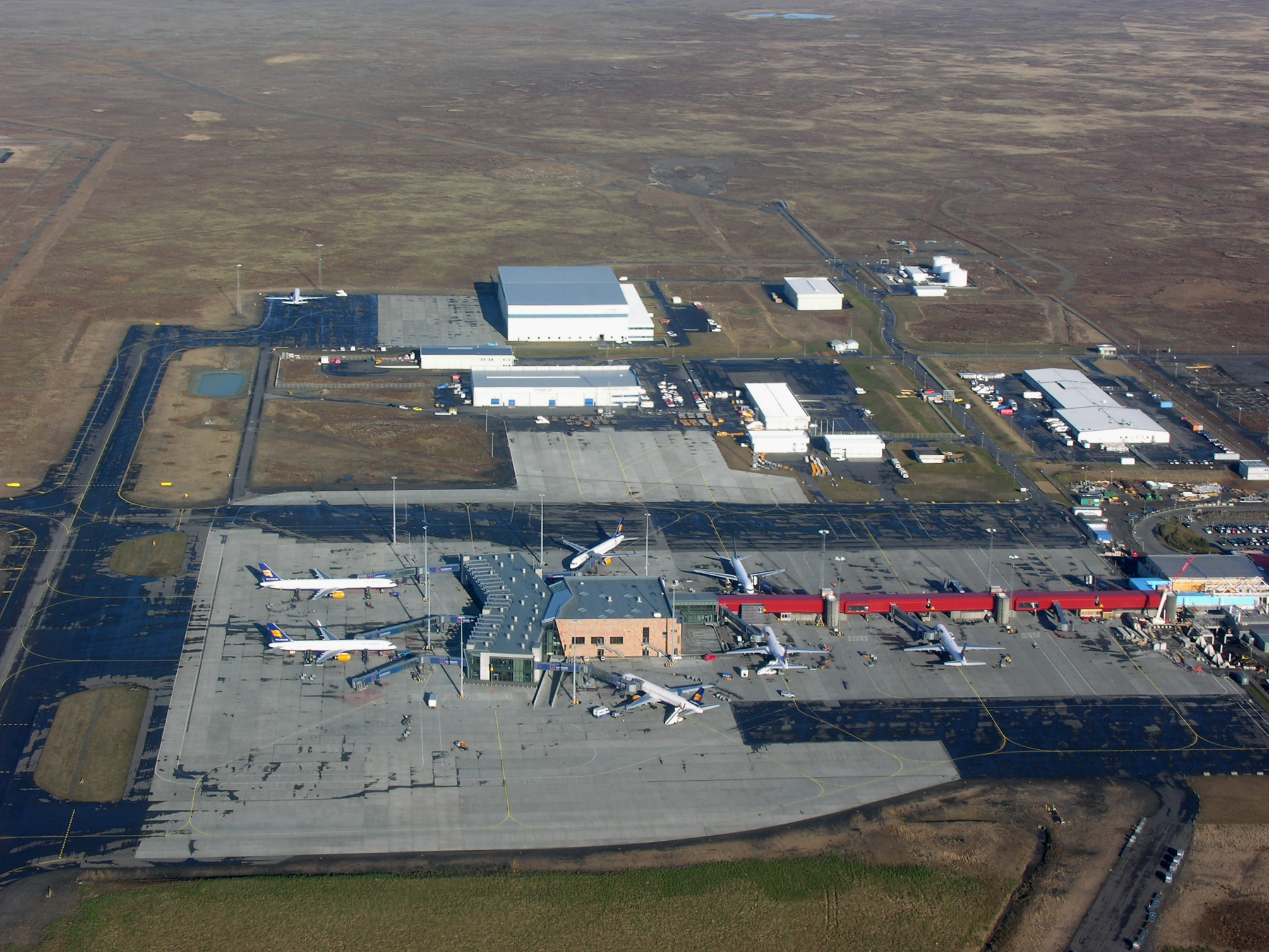
Luchthaven Keflavík is het grootste vliegveld van IJsland.

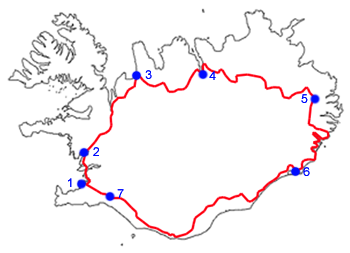
Kaart van de Hringvegur, de ringweg die het hele eiland ontsluit.

### Luchtvaart
Middelpunt van het vliegverkeer zijn de twee luchthavens van IJsland:
- Keflavíkurflugvöllur (luchthaven Keflavík), ongeveer 50 km ten zuidwesten van Reykjavik op het schiereiland Reykjanes, voor internationale vluchten;
- Reykjavíkurflugvöllur (luchthaven van Reykjavik), vlak bij het centrum van Reykjavik, voor vluchten met binnenlandse bestemmingen en naar Groenland en de Faeröer.

Verder heeft vrijwel elke grotere plaats in IJsland een klein vliegveld en hebben meerdere afgelegen gehuchten of nederzettingen een airstrip.
Icelandair is de enige IJslandse luchtvaartmaatschappij met vluchten vanaf Keflavík naar Noord-Amerika en Europa.

### Water
IJsland heeft een veerdienst van Seyðisfjörður in het oosten, naar Hirtshals in Denemarken. Deze gaat via Tórshavn op de Faeröereilanden. De overtochten zijn van april tot en met september, eenmaal per week.
IJsland kent zes regelmatige nationale veerbootlijnen:
- Herjólfur: tussen Landeyjahöfn en de Vestmannaeyjar in het zuiden;
- Baldur: tussen Brjánslækur, Flatey en Stykkishólmur in de Breiðafjörður;
- Bliki: tussen Æðey, Vigur en Ísafjörður in de Ísafjarðardjúp;
- Sævar: tussen Hrísey en Árskógssandur in het noorden;
- Sæfari: tussen Akureyri, Hrísey, Dalvík en Grímsey in het noorden, en
- Anný: tussen Mjóifjörður en Neskaupstaður in de Oostfjorden.

### Land
De belangrijkste weg op IJsland is de ringweg of Hringvegur. Deze circa 1350 kilometer lange weg met wegnummer 1 loopt rond het hele eiland en verbindt een aantal van de grootste plaatsen met elkaar, maar slaat de afgelegen gebieden over. De ringweg is voor het grootste gedeelte geasfalteerd, maar enkele delen in het oosten van IJsland zijn onverhard. De meeste bruggen en een aantal tunnels op IJsland zijn enkelstrooks uitgevoerd. Vaak zijn er bij de langere exemplaren passeermogelijkheden opgenomen. Autowegen en autosnelwegen komen op IJsland niet voor hoewel een aantal van de belangrijkste wegen van en naar Reykjavik vierstrooks is uitgevoerd. De maximumsnelheid is daar, net als op alle andere verharde wegen, 90 kilometer per uur. Binnen de bebouwde kom geldt een maximumsnelheid van 50 kilometer per uur. Op de onverharde wegen is de snelheidsbeperking 80 kilometer per uur.

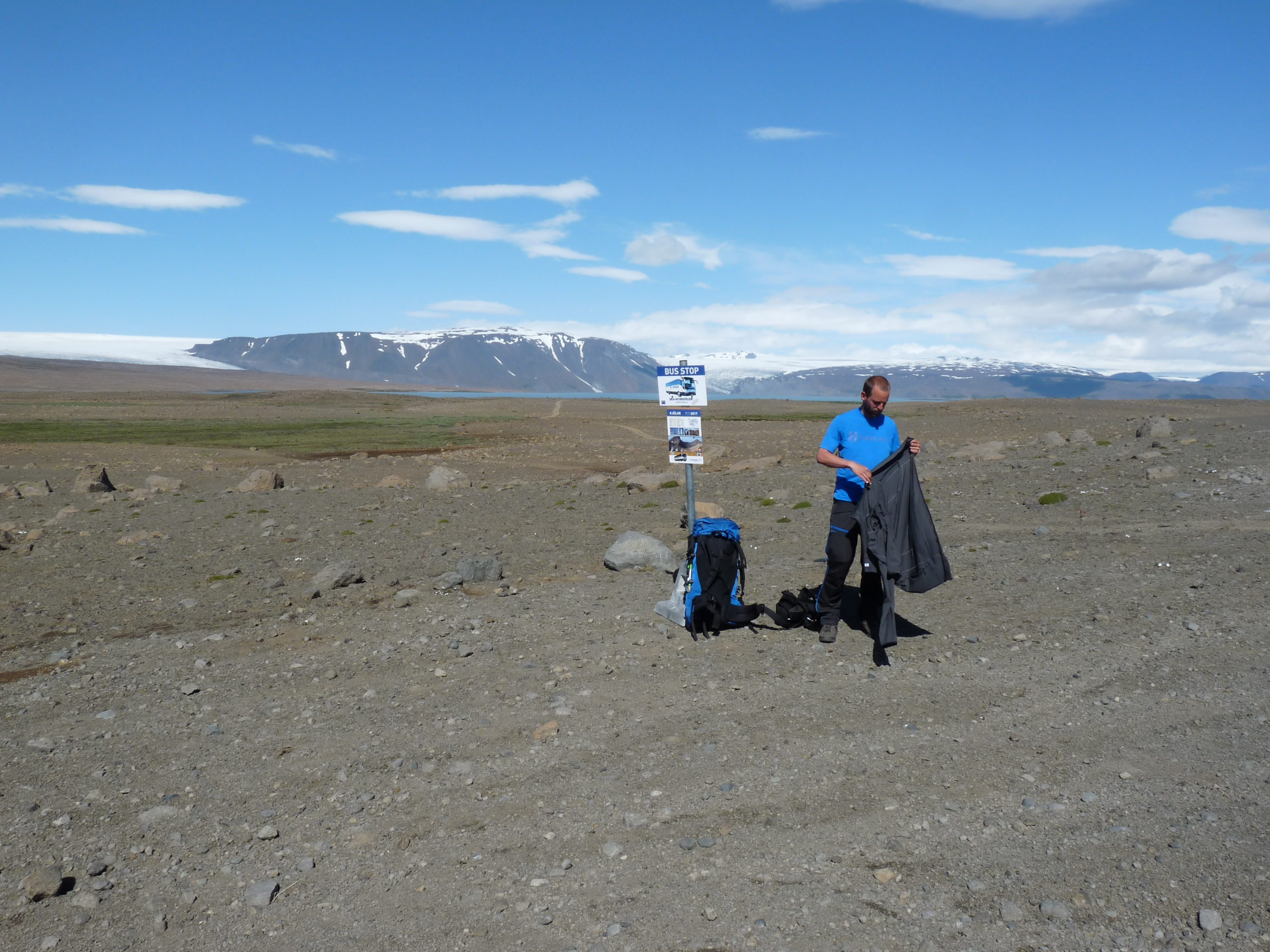
Een van de meest geïsoleerde bushaltes op aarde

Openbaar vervoer op IJsland vindt plaats door een net van autobusverbindingen, met over het algemeen lage frequenties. Daarnaast beschikt Reykjavik over het stadsbusnet Strætó bs. IJsland heeft geen spoorwegen. In de zomer zijn er een paar buslijnen die over de onverharde wegen van het binnenland rijden met aangepaste bussen, zoals Reykjavik-Akureyri.
Oorspronkelijk reed men aan de linkerkant van de weg, maar sinds 26 mei 1968 moest men vanaf 6 uur ´s morgens rechts gaan rijden. De automobilist werd destijds geadviseerd om de volgende dagen ter gewenning in de steden niet harder dan 35 kilometer per uur te rijden, en daar buiten maximaal 50.

## Bezienswaardigheden
Enkele bezienswaardigheden op IJsland zijn onder meer:
- Nationaal Park Jökulsárgljúfur, het Nationaal Park Skaftafell, het Nationaal Park Snæfellsnes en het Nationaal Park Þingvellir
- Geisers onder andere Geysir, Strokkur
- Watervallen onder andere Háifoss, Gullfoss, Dettifoss, Skógafoss, Goðafoss, Seljalandsfoss
- Gletsjers onder andere Eyjafjallajökull, Mýrdalsjökull, Vatnajökull
- Gletsjermeren onder andere Jökulsárlón
- Vulkanen onder andere Hverfell, Kerið, Hekla
- Fjorden in IJsland
- Reykjavík met onder andere Hallgrímskirkja en musea
- Natuurbaden zoals onder andere Blue Lagoon
- Walvissafari vanuit Reykjavík en Húsavík
- Landmannalaugar
- Þórsmörk

## Statistieken
- 96 procent van de inwoners woont in centra van steden en dorpen
- Reykjavik heeft 121.490 inwoners (2014); buiten de regio van Reykjavik is Akureyri de enige stad van enige omvang (17.000 inwoners, 1 oktober 2005)
- Toename aantal inwoners over 2003: 0,96 procent
- Aantal geboortes per 1000 inwoners: 14 (1 december 2004)
- Aantal overledenen per 1000 inwoners: 6 (1 december 2004)
- Gemiddeld aantal geboortes per vrouw: 2,23 (2009)
- Kindersterfte: 2,4 per 1000 geboortes (2003)
- Kindersterfte in eerste levensweek: 1,69 per 1000 geboortes (2003)
- Migratiesaldo in 2001: +968
- Bevolkingsdichtheid in 2004: 2,8 inwoners per km² (1 december 2004)
- Levensverwachting: mannen 78,7 jaar; vrouwen 83,2 jaar (december 2010)
- BNP per inwoner in 2003: 36.519 US-dollars (2004)
- Inkomstenbelasting: 37,73% (2005)

(Er is een speciale belasting van 2% bij inkomsten boven ISK 350.000 p.p. per maand (2005).)
- btw: 25,5%, 14,0% of 7,0% (1 januari 2010)
- Aantal auto's per 1000 inwoners: 647 (2004)
- Aantal artsen per 1000 inwoners: 3,6 (2002)